# Los cuatro secretos
Los cuatro secretos es una película de Argentina filmada en Eastmancolor dirigida por Simón Feldman según su propio guion escrito en colaboración con Beatriz Doumerc que se estrenó el 8 de diciembre de 1976 y que tuvo como protagonistas a Gabriela Toscano, Paqui Balaguer, Susana Sisto y Enrique Conlazo.
Colaboraron en los dibujos: Ayax Barnes para los personajes y Carlos Braña para los fondos

## Sinopsis
Tres hermanitos buscan los cuatro secretos de la naturaleza -agua, aire, fuego y tierra- en un viaje imaginario.

## Reparto
- Gabriela Toscano
- Paqui Balaguer
- Susana Sisto
- Enrique Conlazo
- Juan Carlos Chávez
- Marta Olivan
- Ricardo Lani
- Pelusa Suero

## Comentarios
S.E. en Clarín dijo:

”Cine argentino de rara creatividad...Esta película merecer ser tenida en cuenta muy especialmente...Feldman...incursiona en el terreno del dibujo animado. Y lo hace por la puerta grande.”

Manrupe y Portela escriben:

”Combinación de dibujos y animación de fotografías, una de las obras de Feldman menos viista, de buena realización.”